# LAND WALKER

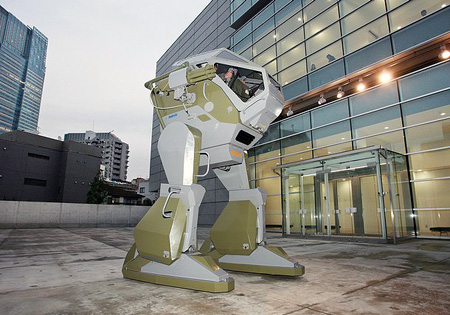
LAND WALKER

LAND WALKER（ランドウォーカー）は、榊原機械が開発した搭乗型の擬似二足歩行ロボットである。「ゲーム用（エンタテインメント分野）」として開発された。摺り足ではあるが、擬似的な二足歩行が可能である。

## 概要
LAND WALKERは全高3.4mの、二本の足と一人乗りのコックピットを持つ乗用装置（乗り物）である。4つのペダルにより、前後左右に「歩かせる」事が可能。基本的には脚内に内蔵されている車輪が常に接地しており、重心移動も行っていないため、厳密な意味での二足歩行ではない。移動速度は1.5km/h。操縦席の左右に合成樹脂製のクッションボールを空気圧で発射する装置を備える。動力源は250ccガソリンエンジン。

## 参考価格
榊原機械はこの「ロボット」をエンターテイメントロボットと位置付けており、参考価格は3600万円（2005年5月当時）だが、これはあくまでも現行試作機の複製を作る費用としており、注文が来るようになれば変更される可能性があるという。2006年7月現在は試作機のレンタル事業を行っている模様（後述）。
なお同社によれば、将来的にはレンタル事業以外にも販売も行いたいとしており、更に参考価格の10分の1程度でキット化販売も行いたいとしている。その場合には、ユーザーないし二次販売者側で外装を用意、組み立てたフレームに外装を取り付けて利用してもらいたいという。

## 機構
動作系は油圧を利用したもので、これを専用設計のコンピュータによる制御でペダル操作に変換、前後進・左右転回をフットスイッチで行うようになっている。開発者の弁によれば、コックピットのサイズから必要な動力・強度が割り出されたという。コックピット内にはジョイスティック型のハンドルもあるが、これは主にコックピット側面にあるクッションボール砲（キャノンタイプとバルカン砲タイプの2種類）を操作するためのもので、移動には利用されない。
移動システムに関しては、開発者によれば「ローラースケートの軸足側の車輪を固定して、足を交互にすり足している」とのことで、特に足を地面から離していないことがうかがえる。また接地面は重心移動を行わない事から常に両足の車輪に加重が等しく掛かっている。このため、乗用二足歩行ロボットでは課題となる重心移動に伴う左右のぶれはほとんど無いが、足を動かす際の振動は直接コックピットを揺さぶるため、「かなり臨場感がある」という。やや乗り物酔いの心配をした方がよさそうだ。
機体は内部フレーム構造ではあるが、「見た目が不安定そうで不安感を煽る」という理由から、兵器の装甲のような外装をもっているが、これはあくまでも外観の体裁を整えるためのカバーであるため、あまり強度は考慮されていない。
機体下部や後方はコックピット内からは完全な死角となるため、外部カメラ切り替えで視界が得られるようにしているという。この他、あくまでもアミューズメント用の装置であるため、外部から機能停止できる安全装置用の緊急停止ボタンが機体下部に見える状態で取り付けられている。
乗降は足の側面をよじ登るようにして行われるが脚立等を使っても乗り降りが可能。コックピットカバーは油圧開閉式で、右脚部とコックピッチ内に開閉スイッチがあり、バケットシートにはシートベルトがついている。
なおその「擬似二足歩行」の性格上、坂道や大きな段差のある場所では利用できない。平坦な場所でのみ動作可能である。

## 関連事象
そのデザインと全高のため、非常に存在感がある装置である。2006年3月には新宿歌舞伎町でペプシコーラ社の新製品「ペプシネックス」の広告イベントで、製品名のステッカーを貼り付けたものが登場、SFヒーロードラマ仕立てのイベントで、道行く人の度肝を抜いた。